# Greenvale (Nowy Jork)
Greenvale – jednostka osadnicza w Stanach Zjednoczonych, w stanie Nowy Jork, w hrabstwie Nassau.